# Can-I-Bus
A Can-I-Bus Canibus első nagylemeze, amit a Universal Records adott ki, 1998 szeptember 8-án. Az albumot azután adták ki, miután a rapper hatalmas sikert ért el az LL Cool J ellen írt számával, a Second Round K.O.-val, amely szintén megtalálható a Can-I-Bus albumon Mike Tyson nehézsúlyú bokszoló további támogatásával. Azonban miután az album megérkezett a boltokba, sokan csalódottak voltak miután megvették. Sok kritikát kaptak az alapok (többek között Canibustól is), - amiket nagyrészt Wyclef Jean készített - hogy nem elég eredetiek. Ellenben sok hallgatónak elnyerte a tetszését Canibus egyedi szövege.

## Számok
| #  | Cím                 | Producer(ek)                                                        | Előadó(k)            |
| -- | ------------------- | ------------------------------------------------------------------- | -------------------- |
| 1  | "Intro"             | Canibus, Jerry Wonder (segégproducer), Wyclef Jean                  | *Bevezető*           |
| 2  | "Patriots"          | Canibus (segédproducer), Danny & Cyrus (segédproducer), Salaam Remi | Canibus, Free, Pras  |
| 3  | "Get Retarded"      | Canibus (segédproducer), Salaam Remi                                | Canibus              |
| 4  | "Niggonometry"      | Canibus (segédproducer), Jerry Wonder, LG                           | Canibus              |
| 5  | "Second Round K.O." | Canibus (segédproducer), Jerry Wonder, Wyclef Jean                  | Canibus, Mike Tyson  |
| 6  | "What's Going On"   | Canibus (segédproducer), Jerry Wonder, LG                           | Canibus              |
| 7  | "I Honor U"         | Canibus (segédproducer), Jerry Wonder (segédproducer), Wyclef Jean  | Canibus              |
| 8  | "Hype-Nitis"        | Canibus (segédproducer), Jerry Wonder, Joe Servilus (segédproducer) | Canibus              |
| 9  | "How We Roll"       | DJ Clark Kent                                                       | Canibus, Panama P.I. |
| 10 | "Channel Zero"      | Canibus (segédproducer), DJ Clark Kent                              | Canibus              |
| 11 | "Let's Ride"        | A Kid Called Roots, Canibus (segédproducer), Jerry Wonder           | Canibus              |
| 12 | "Buckingham Palace" | Canibus (segédproducer), Jerry Wonder, Wyclef Jean                  | Canibus              |
| 13 | "Rip Rock"          | Canibus (segédproducer), Jerry Wonder, Wyclef Jean                  | Canibus              |

## Minták
Get Retarded
- "After The Dance" – Marvin Gaye
- "Christy" – L.A. Boppers

Niggonometry
- "Brother's Gotta Work It Out" – Willie Hutch

Second Round K.O.
- "Gone! The Promises Of Yesterday" – Mad Lads

How We Roll
- "Something for Nothing" – MFSB

Channel Zero
- "Christo Redentor" – Ferrante & Teicher

## Kislemezek
| Borító | Információ                                                                |
| ------ | ------------------------------------------------------------------------- |
|        | Second Round K.O. - Megjelent: 1998. március 24. - B-oldal: "How We Roll" |